# Félix Casas
Félix Casas (8 de junio de 1930-Madrid, 23 de enero de 2020) fue un actor español, que adquirió fama por interpretar el papel de cómico infantil del Capitán Tan en el grupo Los Chiripitifláuticos que apareció en la serie de televisión durante las décadas de 1960 y 1970.

## Biografía
Rostro extremadamente popular entre toda una generación de niños españoles nacidos en los años sesenta, por interpretar el personaje del Capitán Tan en uno de los espacios infantiles más emblemáticos y recordados de la televisión en España: Los Chiripitifláuticos.
Casas había debutado sobre los escenarios en 1946, y había actuado como bailarín, integrante de coros de zarzuela y galán cómico de revista, acompañando a Queta Claver en Ana María y Los Megatones.
Presente en Televisión Española desde los primeros años de emisión desde el paseo de La Habana, ya había intervenido con frecuencia en espacios de comedia como Tragedias de la vida vulgar (1964), junto a José Luis y Mariano Ozores, cuando fue contactado por el realizador Óscar Banegas para dar vida al personaje que le haría famoso.
En un primer momento se trataba de hacer un pequeño monólogo en el espacio Antena infantil. Enseguida se incorporaron María del Carmen Goñi, Miguel Armario y Paquito Cano y nacieron Los Chiripitifláuticos, que se mantuvieron en pantalla una década, hasta 1974.
Tras la cancelación del programa, Casas dirigió el departamento de duplicación de una empresa de doblaje propiedad del marido de quien fuera su compañera, María del Carmen Goñi, donde permaneció hasta su jubilación.
Falleció a los ochenta y nueve años en su domicilio de Madrid la tarde del miércoles 22 de enero de 2020 por causas naturales.